# Scutellosaurus
Scutellosaurus (que significa "pequeno lagarto escudado"), ou Escutelossauro(em português) é um gênero de dinossauros herbívoros que viveram na América do Norte há cerca de 200 a 196 milhões anos, nos primeiros tempos do Jurássico.
É classificado em Thyreophora, os dinossauros blindados; seu parente mais próximo pode ter sido Scelidosaurus, outro dinossauro blindado que era um dinossauro sobretudo quadrúpede, ao contrário do Scutellosaurus bípede. Foi um dos primeiros representantes dos dinossauros blindados.

## Descrição
O Escutelossauro tinha cerca de de 1,2 metros de comprimento, 50 centímetros de altura nos quadris, e pesava 10 kg. A evidência fóssil inclui dois esqueletos parciais recuperados no Arizona, apesar de que do crânio apenas o maxilar inferior foi recuperado. Havia também várias centenas de escutelas ao longo de seu pescoço até as costas e até tão abaixo como a cauda. Alguns dessas escutelas eram planas. Ele tinha uma cauda extraordinariamente longa, possivelmente para servir de contrapeso do corpo blindado, e braços longos que parecem indicar que pastava sobre as quatro patas.